# Ochraethes tomentosus
Ochraethes tomentosus là một loài bọ cánh cứng trong họ Cerambycidae.